# 中國—多哥關係

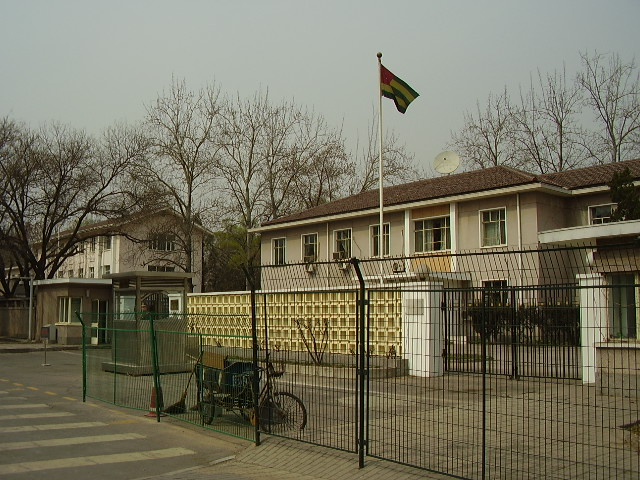
多哥駐華大使館

中國—多哥关系（法語：Relations entre la Chine et la Togo），是指歷史上的中國和多哥、以至現在中華人民共和國與多哥共和國之間的雙邊關係。中華人民共和國和多哥共和國在1972年建交；2011年，中華人民共和國成為多哥最大的贸易伙伴。

## 歷史
多哥在1960年上半年獨立為國，中华人民共和国外交部部长陈毅其後向時任多哥总理的斯爾法納斯·奧林匹歐發電報，祝賀多哥獨立，並决定承認多哥共和國；但是，多哥在獨立後隨即與當時已退到台灣的中華民國建交。中華民國與多哥的關係曾經不錯，據說曾有多哥總統很崇敬蔣中正，在自己的辦公室裡懸掛後者的肖像；就中國代表權問題，多哥主張「兩個中國」皆在聯合國佔有席位，即接納中華人民共和國成為聯合國一員，同時允許中華民國留下:90。但在最终表决两阿提案时，多哥投下赞成票。
1972年，多哥與中华人民共和国建立外交關係；在建交公報中，中华人民共和国表示支持多哥抵抗帝国主义和殖民主义、維護自身主权，多哥則承认中华人民共和国是唯一合法代表中国的政府:151。因此，中華民國決定中止與多哥的雙邊關係:56。
2024年9月2日，两国建立全面战略伙伴关系。

## 經貿關係
- 中國出口到多哥的产品（2012年）[9]
- 多哥出口到中國的产品（2012年）[10]

中華人民共和國在2011年成為多哥的最大贸易伙伴。2012年，中國（不包括港澳台）共出口了23.2億美元到多哥，貨物有紡織品、家具等；多哥在同年出口了0.636億美元到中華人民共和國，貨物包括木材、紡織品、蔬菜製品等。
截至2012年，中華人民共和國對多哥的直接投资共有约0.3億美元。多哥境內有逾100家已注册的華資企业，包括工厂、电信企业、超級市場、食肆等；有多哥華資企业向當地员工支付远超当地平均工资的薪酬，又响应中華人民共和國駐當地大使馆经济商务参赞处的呼籲，善待工人。此外，有中國企业在多哥承包工程，興修公路、机场、变电站等公共设施。
中國曾和多哥合作种植水稻，與該國分享发展农业的经验，又向當地的合作社送贈了一批用於務农的設備和物資。
| 年份   | 中国向多哥出口 | 中国自多哥进口 | 中国和多哥进出口总额 | 中国对多哥顺差 |
| ------ | -------------- | -------------- | -------------------- | -------------- |
| 2015年 | 21.82          | 2.15           | 23.97                | 19.67          |
| 2016年 | 19.19          | 1.05           | 20.25                | 18.14          |
| 2017年 | 18.86          | 0.73           | 19.59                | 18.13          |
| 2018年 | 19.89          | 1.46           | 21.35                | 18.43          |
| 2019年 | 21.31          | 1.80           | 23.12                | 19.51          |
| 2020年 | 24.61          | 1.64           | 26.25                | 22.97          |

## 文化關係
多哥的洛美大学設有孔子学院，該学院分別在日間和夜间提供汉语課程，也有開辦太极、中樂、中国舞、剪纸等文化課程，並在洛美舉辦文化活动；截至2014年下半年，洛美大学孔子学院共有逾1200名学员或毕业生，部分学员毕业後會到華资企业工作。
2015年，多哥華資企業協會在洛美舉辦「中國多哥友好運動會」，當地不少華資企業的員工參與其中。

## 医疗援助
1974年以来，23支中国医疗队、400余名医疗队员先后派往多哥。2018年和2019年，援多医疗队帮助1.56万名多哥患者恢复健康，深入农村地区开展7次义诊并提供药品。中国先后援建卡拉地区中心医院（1992年）、洛美地区中心医院（2010年），两家医院作为地区重要综合性医院，为改善当地民众健康服务做出了贡献。2019年，中国向多哥援助15万顶长效杀虫蚊帐。
2019冠状病毒病疫情期间，中国向多哥提供了大量援助，包括检测实验室（2020年6月建成，是多哥最大的新冠病毒检测实验室）、医用酒精、口罩、大米、水、呼吸机和血氧仪等医疗设备和物资，并派遣医疗队，对多哥进行了技术援助。

## 外部連結
- 中华人民共和国驻多哥共和国大使馆官方网站（简体中文）（法文）
  - 中华人民共和国驻多哥共和国大使馆经济商务处官方网站（简体中文）
- 多哥驻华大使馆官方网站（简体中文）（法文）
- 联合国大会第1976次全体会议